# 諾爾馬灣
諾爾馬灣（英語：Norma Cove），是南極洲的海灣，位於南設得蘭群島的喬治王島，處於蘇菲爾德角和賈斯珀角之間，在1973年由蘇聯探險隊命名，現時由南極條約體系管理。